# Ambrosia diversifolia
Ambrosia diversifolia là một loài thực vật có hoa trong họ Cúc. Loài này được (Piper) Rydb. mô tả khoa học đầu tiên năm 1922.